# 錫爾弗倫 (密西西比州)
錫爾弗倫（英語：Silver Run）是位於美國密西西比州斯通縣的非建制地區。

## 地理
錫爾弗倫所處的海拔為高於海平面53米（即174英呎），而該地所採用的時區為UTC-6，即北美中部時區（CST）。同時該地設有夏令時間，為UTC-6調快一小時，即UTC-5（CDT）。